# Société commerciale de l'Ouest africain
La Société commerciale de l'Ouest africain (SCOA) est une entreprise commerciale française active aux XIXe et XXe siècles), qui opérait dans les pays d'Afrique de l'Ouest dans le contexte de la colonisation française.

## Histoire
La SCOA est créée par deux commerçants suisses associés, Hans O. Ryff et Wilhem F. Roth qui installent dès 1898 quelques factoreries dans la colonie anglaise de Sierra Leone (dont la factorerie de Bonthe dans le district de Sherbro) et en Guinée française dont la première factorerie est celle de Dubreka. Ryff, Roth et Cie se transforme en société anonyme, société au capital de 3 millions de francs. La SCOA est constituée le 6 décembre 1906, et le premier conseil d'administration se tient le 4 avril 1907. Les 2 comptoirs et 7 factoreries exploités en 1907 vont essaimer dans toute l'Afrique occidentale au Sénégal, Guinée portugaise, Guinée française, Soudan français, Haute-Volta, Sierra Leone, Côte d'Ivoire, Togoland, Dahomey, Nigeria.
La SCOA vend dans ses comptoirs d'Afrique tous les objets de fabrication européenne consommés par la population ou par les colons. Elle importe en Europe les produits agricoles et les matières premières issus du sol africain : arachides (Sénégal), huile et amandes de palme (régions de la côte), cacao (Côte-de-l'Or et Côte d'Ivoire), peaux de bœuf, de moutons et de chèvres, caoutchouc, gomme copale (Guinée et Soudan français), coton (Togo, Côte d'Ivoire, Niger) nécessaires à l'industrie et au commerce. En 1927, la SCOA dispose de 23 comptoirs principaux et de 200 factoreries. En 1940 elle dispose de 250 comptoirs.
Son principal concurrent est la Compagnie française de l'Afrique occidentale (actuelle CFAO).
Le 22 janvier 1921, le Tribunal des conflits rend à propos de la SCOA un arrêt devenu par la suite notable sous le nom d'arrêt « Bac d'Eloka » ou « Société commerciale de l'Ouest africain », par lequel il estime qu'un service entier de l'administration peut travailler dans les mêmes conditions qu'une entreprise privée, décision qui est à l'origine de la notion de service public industriel et commercial.
En 1974, à l'initiative du PDG Georges Nestérenko, est créée la « Fondation SCOA pour la recherche scientifique en Afrique noire ».
En grande difficulté, la SCOA est progressivement rachetée entre 1994 et 1996 par son concurrent historique la CFAO, alors filiale de Pinault-Printemps-Redoute. Elle est officiellement dissoute en 1998.

## Président du conseil d'administration
- Lucien Fontaine (1906-1925), devient par la suite président honoraire[1]
- Frédéric François-Marsal (1925-1932)
- Henri Duvernet (1932)
- Henri Poncin (1933-1934)
- Jules Exbrayat (1935-1969), devient par la suite président d'honneur
- Georges Nesterenko (1969-1981), devient par la suite président d'honneur
- Gérard Lefort (1981-1982)
- François Zannotti (1982-1987)
- Patrick Deveaud (1987-1988)